# Фотијев раскол
Фотијев раскол је западњачки назив за црквени раскол из 863. године, који је избио између Римске цркве и Цариградске патријаршије. Раскол је трајао до 867. године. У том периоду римски папа је био Никола I (858—867), који је уједно био и виновник раскола, тако да се читав сукоб на истоку назива и Николин раскол. У исто време, цариградски патријарх је био свети Фотије I (858—867, 877—886). Иако је формални повод раскола било питање законитости избора Фотија на патријаршијски пријесто, основни разлог раскола био у жељи римског папе да прошири свој утицај на епархије Балкана, што је наишло на отпор Византије. Такође, временом се лични сукоб двојице јерарха интензивирао.
До средине 9. вијека унутар источне хришћанске цркве водио се дугорочни унутрашњи сукоб. Борба између присталица и противника иконопоштовања окончана је 843. поразом иконобораца, али борба између конзервативних и либералних праваца није јењавао у побједничкој страни. У борби за власт између цара Михаила III (842—867) и његове мајке Теодоре, патријарх Игњатије (847—858, 867—877), који је представљао конзервативце, стао је на страну царице и био свргнут. Његов насљедник, подржан од црквених либерала, био је Фотије, чиновник и научник који раније није припадао свештенству. Иако се постављање лаика за патријарха већ јављало у црквеној историји, присталице свргнутог патријарха Игњатија прогласиле су незаконитим избор Фотија и обратиле се римском папи. Папа Никола I, који је искористио ову ситуацију да потврди догму о првенству епископа Рима, покушао је да дјелује као врховни арбитар у овом спору, одбијајући да призна Фотија за патријарха. До 867. Никола и Фотије су се међусобно изопштили. Ипак, патријарх, који је имао Михаилову подршку, остао је на патријаршијском пријестолу све док Василије I (867—886) није постао цар у државном удару 867. године, након чега је Фотије свргнут, а Игњатије поново постао патријарх.
Послије смрти Игњатија 877. године, Фотије је повратио патријаршијски пријесто, а Четврти цариградски сабор (869—870) коначно је завршио раскол. Иако су разлози „Фотијевог раскола” углавном лежали у равни црквеног права, питање филиокве, које је покренуто када је папа Никола I осудио патријарха Фотија, и даље је био главни неспоразум између цркава Истока и Запада, што је довело до Великог раскола 1054. године.

## Предисторија

### Поријекло „Игњатијеваца” и „Фотијеваца”
Почеци сукоба између присталица патријарха Фотија и Игњатија традиционално се налазе у много ранијим догађајима. Тако амерички византиста Дворник то повезује са дрвеном традицијом политичке борбе у Византији као дио сукобљавања фракција хиподрома, гдје је „плава” фракција имала религиозне ставове ближе државној цркви, за разлику од „зелене” фракције. Пошто су обје црквене фракције биле присталице иконопоштовања, непосредни разлози њиховог неслагања односили су се на канонско право и питања односа цркве и државе која су настала у иконоборачком периоду. Истовремено, фракција црквене већине се залагала за политику „икономије” (стгрч.  — „домостројитељство”), односно постизања разумног компромиса са државном влашћу, омогућавања привременог попуштање неких црквених закона ради захтјева монарха или других виших интереса. Супротна фракција, сходно томе, није дозвољавала таква одступања.
Тако је дио свештенства сматрао мјере које је патријарх Тарасије предузео према некадашњим иконоборцима недовољно строгим. Међу Тарасијевим противницима били су и неки утицајни монаси који су се обратили Риму за подршку, гдје је њихово гледиште било подржано. Тада су се у сукоб на страни противника патријарха укључили монаси пријестолног Студитског манастира — студити. Временом су се уз оптужбе против Тарасија додавале гласине да продаје црквене дужности. Замјерили су му и то што је као мирјанин уздигнут у патријарха. Нови разлог за осуду Тарасија од стране радикалног свештенства дао је други брак цара Константина VI, склопњен са Теодотом 795. године, послије заточења у манастир његове прве жене Марије Амније. Иако патријарх није поздравио овај брак, и нарушавајући традицију, није крунисао лично цара, црквена опозиција, предвођена студитима и настојатељем Студитског манастира игуманом Платоном, Теодоровим ујаком, прекинула је црквено општења са Тарасијем. Штавише, на основу неких црквених правила, опозиција је образовала теоријско оправдање за своју непослушност патријарху и, уопштено, сваком јерарху цркве који чини неприхватљива дјела. Константин VI је по наредни своје мајке царице Ирине (797—802) ослијепљен 797. године, након чега је Тарасије лишио духовног достојанства презвитера Јосифа, који је закључио незаконити брак. Тим је сукоб на неко вријеме окончан.
Уз Иринину подршку, избор на патријаршијски пријесто Нићифора (806—815), такође мирјанина, није наишло на одобрење студита. Када је на захтјев цара Нићифора I (802—811) Јосифу скинута црвена забрана, студити су се одвојили од патријарха. Када је помјесни сабор, одржан у јануару 809. године, потврдио одлуку патријарха, а Платон и Теодор су изгнани на Принчевска острва, студити су сабор прогласили неканонским и прогласили „прељубничку јерес” која је настала као резултат грешака, које је дозволио Тарасије. Према становишту студита, послије повратка Јосифа у цркву, у Византији је престала да постоји законита црквена јерархија. Послали су неколико писма папи Лаву III (795—816) с молбом да им се придружи у осуди онога што се дешава, али се папа није мијешао. Нићифоров насљедник на царском пријестолу Михаило I (811—813), добио је од патријарха Нићифора другу осуду Јосифа и црквени свијет је обновљен.
Сукоб између православних црквених фракција привремено је престао приступањем иконоброца Лава V (813—820) и одвођењем главних учесника сукоба у изгнанство. Барем, када је цар Михаило II (820—829) вратио Теодора Студита из изгнанства, он се заложио за прогнаног патријарха Нићифора. Обновом иконопоштовања марта 843. на сабору сазваном уз подршку царице Теодоре, нови патријарх Методије (843—847) суочио се са истим проблемима и као Тарасије пола вијека прије њега — мјерама које је Методије предузео против бивших иконобораца дио свештенства сматрао је недовољно жестоким. Главни противници „икономије” поново су били монаси Студитског манастира. Методијеви покушаји да помири фракције нису уродили плодом. Упокојио се 847. године, а његово мјесто, Теодорином вољом, заузео је Игњатије, родом из монашке средине.

### Почетак Фотијеве каријере
Мало се знао о Фотијевом раном животу. Датум његовог рођења је непознат и поставља се, на основу посредних података, између 800. и 828. године. Његова породица је заузимала истакнути положај у византијском друштву — будући патријарх био је пранећак патријарха Тарасије (784—806), познатог противника иконоборства, који је предсједавао Другим никејским (седми васељенским) сабором 787. године. Током побједе иконоборачке фракције, Фотијева породица је послата у изгнанство, а имовина им је конфискована. Наводи се да је Фотије, заједно са родитељима, анатемиса у једном од иконоборачких саборних храмова. Вјероватно породична имовина није у потпуности конфискована или је враћена након обнављања иконопоштовања под царицом Теодором, која је владала као регент свог сина Михаила III од 842. до 856. године. Захваљујући томе, Фотије је могао да стекне добро образовање, а послије је постао прилично богат.
Не зна се ко су били Фотијеви учитељи. Према Фјодору Росејкину, међу њих би могли да се уврсте научник Лав Математик, сицилијански монах и будући патријарх Методије и сиракуски епископ Григорије Асбеста. Фотијево изванредно образовање, стечено, према злобницима, продајом душе ђаволу, омогућило му је да започне успјешну учитељску дјелатност. Треба напоменути да су радикални монаси били категорички против научних истраживања, сматрајући да је тако добијено знање паганско и непотребно. Чињеница да су научници били под покровитељством иконоборачких царева само је потврдила овај став.
Слава коју је Фотије стекао на педагошком пољу привукла је пажњу власти на њега, а будући патријарх је позван на двор, гдје су у то вријеме логотет Теокист, војсковођа Мануил Јерменин и брат царице Варда уживали највећи утицај. Почетком четрдесетих година 9. вијека, позиција Теокиста била је најјача — Мануел се сам удаљио са двора, а Варда је губио у борби против свемоћног логотета.
Фотијева каријера се брзо развијала, убрзо је достигао висока звања протоспатара, протоасекрета, а затим је постао сенатор. Царица је његовог рођака Сергија вјенчала са својом млађом сестром Ирином.

### Прво Игњатијево патријаршество и избор Фотија
Послије смрти патријарха Методија 847. године, царица Теодора се опредијелила за Игњатија, који се доказао својим подвижничким животом. Игњатије, син Михаила I који је свргнут 813. године, ушкопљен је у четрнаестој години и од тада је живио у манастиру Сатира, не учествујући у мирјанском животу. Као резултат ове духовне изолације, према истраживачима, Игњатије није имао довољно искуства да ријеши обимне административне задатке управљања огромном митрополијом, а бескомпромисна побожност се испољавала и у виду оштрих поступака према либералнијем дијелу свештенства. Занимљива је епизода када Игњатије није дозволио Григорију Асбесту да присуствује његовом посвећењу, истјеравши га из храма, што је било равно привременој забрани свештенодејства. Разлози су непознати и могу бити везани за негативан однос Игњатија према свом претходнику. Истрага која је услиједила није дала основ за осуду Гругорије и Игњатије је укинуо забрану, али је сада Асбеста одбио помирење. Поновни покушаји патријарха да избјегне нови раскол нису уродили плодом. Ова упорност епископа била је већ јасно канонско нарушавање, а на једном од сабора између 848. и 854. Асбеста је осуђен као расколник, који се није потчинио законској власти. Григорије није признао ову одлуку и апеловао је код папе. Ни Лав IV (847—855), ни Бенедикт III (855—858) нису потврдили пресуду. Лав IV је тражио од Игњатија да пошаље саборске акте, што он није учинио. Бенедикт III је до краја истраге привремено забранио Асбесту свештенослужење. Асбеста се није повиновао овој забрани, па је 856. поново осуђен у Константинопољу. Извјесно је да је Григорије био близак пријатељ Фотија, а касније су га противници оптужили да је учествовао у сукобу како би заузео патријаршијски пријесто, нарочито да се Фотије заузимао код Варде против Игњатија. Могуће је да би Фотије могао бити подвргнут изопштењу наметнутом свима који су били у општењу са Асбестом.
Државни удар се догодио 857. године — Теокист је убијен као резултат завјере Варде и младог цара Маихаила III који му је повјерен на васпитање. Смрт фаворита био је ударац за царицу, која није хтјела да се помири са сином и повукла се од управљања државом. Михаило је проглашен самодршцем царем. Међутим, седамнаестогодишњи цар је више волио да ужива у забави, међу који су главне биле трке кочија, па је фактичко управљање државом било концентрисано у рукама Варде. У новим околностима положај Игњатија и његове фракције се погоршао. Поред тога што Варда није дијелио ригоризам монаха, од јануара 858. почела је лична свађа између њега и патријарха након што Игњатије није дозволио Варди да се причести, осуђујући, како претпоставља Игњатије, његов незаконит однос с удовицом свог покојног сина. Исте године је откривена завјера коју је Теодора заговара против Варде, а онда се у пријестоници појавио варалица, који се прогласио Теодориним сином од другог мужа. Игњатије је одбио Михаилов захтјев пострига царице и својих сестра у монахиње, указујући на њихов недостатак жеље. Варда је оптужио Игњатија да има симпатије према варалици и убрзо, 23. новембра 858, патријарх је прогнан на острво Теревинт. Одбивши да се добровољно повуче, Игњатије је своје присталице везао забраном богослужења у сабору Свете Софије.
Након што је Игњатије одбио поновљене захтјеве на повлачење с патријаршијског пријестола, поставило се питање избора новог патријарха. Послије дугих састанака духовно и свјетовно руководство се зауставило на Фотију, као неко ко није припадао ниједној од црквених фракцијских кандидатура. У прилог су му ишли православни начин размишљања, добро поријекло, богатство, сродство са царском породицом. По традицији, или с обзиром на то, са канонске тачке гледишта патријаршијска катедра није била упражњена и на прву понуду Фотије је одбио да је заузме. Међутим, Асбестова фракција је наставила да инсистира на његовој кандидатури, а Игњатије је пристао да дозволи својим присталицама да учествују на изборима, ако кандидат није расколник. Посљедњи аргумент, послије којег су најнепомирљивије Игњатијеве присталице пристале да подрже Фотија, био је потписивање посљедње признанице да је Фотије у општењу са црквом и патријархом Игњатијем и обећава да ће га поштовати као оца, користећи његов савјет, неће прогонити његове присталице, нити ће прихватити оне који га вријеђају.
Након одржаног избора и признања од свих, извршено је посвећење новог патријарха. Да би то урадио, провођен је 6 дана кроз све јерархијске степене: 20. децембра 858. Фотије је замонашен, а 25. децембра рукоположен у епископа и примио патријаршијско жезло из руку Григорија Асбеста.

### Фотије и Игњатије
Избором Фотија окончан је раскол у цркви. Он је то сам објавио у писму патријарху антиохијском, то мишљење је дијелило читаво друштво, па чак и аутор биографије Игњатија Никита Пафлагонац, који је уопштено био непријатељски расположен према Фотију. Међутим, убрзо је постало јасно да активни учесници црквених фракција имају различите идеје о томе какво би требало да буде дјеловање новог патријарха. Игњатијани су вјеровало да, према Фотијевом признању, он треба, ако не отворено да им се придружи, онда барем у потпуности подржи упутства бившег патријарха или чак, према Никити, „поступа у свему по својој вољи”. Григорије Асбеста је имао више разлога да очекује супротно од Фотија. Када се показало да су очекивања Игњатијана узалудна, они су наставили борбу. Не зна се тачно шта је био непосредни повод за њихово иступање, али према руском историчару хеленисти Пападопуло-Керамевсу, разлог би могао да буде неуспјеха да се Игњатије више година прогласи за патријарха по налогу власти. Непуна два мјесеца након избора Фотија, незадовољни епископи су организовали сабор у цркви Свете Ирине, на коме је Фотије осуђен у одсуству, проглашено његово свргавање, а његове присталице изопштене. Као одговор, Фотије је сазвао свој сабор у цркви Светих апостола, на коме је наложио анатему на своје противнике и осудио Игњатија. Према византијском историчару Зонари, овај сабор, заједно са оним одржаним касније 861, заједнички су названи „Прво-други или Двократни сабор”.
Иако власт није предузела никакве репресивне мјере против настављеног четрдесетодневног сабора Игњатијана, положај изгнаног Игњатија се погоршао. У почетку су покушали да муче његове слуге како би извукли доказе против њега. Када је Игњатије премјештен на острво Иера, гдје држан у штали за козе. Након што је био затворен у Ноумери, а августа 859. пребачен је у Митилену. Прогањане су и присталице Игњатија. Тако је једном свештенику Власију ишчупан језик. Јавно мњење, забиљежено у бројним списима Фотијевих противника, кривило је за ове догађаје новог патријарха и Варду. Сачувана су Фотијева писма Варди, у којима изражава жаљење због дешавања и саосјећање према жртвама репресије, наводећи да је више пута тражио блаже мјере дјеловања. Према историчару кардиналу Јозефу Хергенретеру, ово жаљење и моралне муке нису биле искрене, јер би иначе одбио положај који му је наметнут.
Јачајући своју власт, Фотије је своје присталице ставио на кључне катедре, уклањајући Игњатијеве присталице. Асбест је постављен у Сиракузи, у Халкидону је Фотије поставио свог пријатеља Захарија, а у Кизику Амфолохија, с којим је одржавао учену преписку итд. Фракцију Игњатијана предводили су епископи Митрофан Смирнски и Стилијан Неокесаријски, као и архимандрит Студијског манастира Теогност. Уопштено, овога пута студити су били мање активни, него у претходним расколима. Можда се то догодило због постављања настојатеља лојалних државној власти.

## Односи са Римом

### Покушај да се постигне признање избора Фотија од стране папе
По устаљеном обичају, нови патријарх константинопољски је упутио поруке источним патријарсима и папи римском, у којима је објавио свој избор и тражио да га приме у општење. Поруке патријарсима су послате, вјероватно, одмах, али је порука папи, који је од априла 858. био Никола I, одложена до краја превирања. За доставу писма у Рим послато је представничко посланством, у којем је био зет цара спатариј Арсавир и четири епископа, од којих је један, Захарија, претходно био у Риму, посредујући у корист Григорија Асбеста. Михаилово писмо није сачувано, а његов текст се може грубо реконструисати из одговора папе Николе. У њему је саопштено да је Игњатије без разлога напустио своју катедру, послије чега је на основу свједочења изнесених на сабору осуђен и свргнут. Бивши патријарх је оптужен и за непослушност одлукама папа Лава и Бенедикта. Даље, писмо је извјештавало о обновљеном иконоборачком покрету у Константинопољу, за чије сузбијање је требало да се сазове сабор уз учешће папских представника. Фотијево писмо је подсјећало на писма упућена патријарсима и садржало је опис његове душевне муке због принуде да пристане да заузме патријаршијски пријесто, као и сажет исказ православног симбола вјере. Посланство је стигло у Рим у љето 860. и папа их је примио у базилици Санта Марија Маџоре.
Пошто је пристигле епископе рукоположио Фотије, важно је у каквом својству их је примио папа — као епископе или обичне мирјане. Извори не дају јасан одговор на ово питање, а истраживачи дају различите одговоре. Никола је одлучио да искористи ову ситуацију за јачање ауторитета папског пријестола и, сматрајући првенство епископа Рима непромјенљивом догмом, обраћање Византинаца је протумачио као захтјев за одобрење новог патријарха, иако му се ниједан није обратио с таквом молбом. Према томе, папа је преузео улогу врховног судије, увидјевши два нарушавања у овом случају: прво, одлука о уклањању Игњатија донијета је без знања римске катедре и, друго, избор Фотије из реда мирјана није канонски. То је папи дало право да објави суђење Игњатију и одреди поновну истрагу случају преко својих легата, како би, на основу њиховог извјештаја, сам одлучио у Руму. Никола је сазвао сабор, на коме су за легате избрани епископи портуенски Родоалд и анањински Захарије. Наложено им је, избјегавајући општење са Фотијем, да спроведу истрагу о Игњатијевом случају и овлашћење да коначно ријеше иконоборачко питање на константинопољском сабору. Легати су требали да уруче писма цару и Фотију. У опширнијем писму цару, пратећи апостолско прејемство од апостола Петра, Никола објашњава зашто се ни у једном случају не може одлучити без сагласности римског пријестола, а посебном у оном када је, без довољно свједока, осуђен патријарх који истовремено није признао кривицу. Позивајући се на одлуке Сардичког сабора, као и на одлуке својих претходника, папа је поткријепио неканонски карактер посвећења Фотија од мирјанина. Папа се такође обраћа цару са захтјевом да се римској цркви врати Солунски егзархат, сицилијски и калабријски патримониј и право да именује сицилијског епископа. У писму Фотију, не називајући га епископом, папа са жаљењем констатује да не може признати његово посвећење као исправно, одлажући пристанак до завршетка истраге. Истовремено Никола се суздржавао од признања незаконитог свргавања Игњатија.

### Сабор 861. године
Крајем децембра 860. Арсавирово посланство стигло је у Константинопољ са легатима. У Родосту су посланство дочекали званичници које је послала државна власт и патријарх, уручујући им поклон у виду одјеће. У списима Фотијевих непријатеља то је протумачено као подмићивање легата, а сами легати су се касније пред папом правдали да им је пријетило протјеривање. У сваком случају, прешли су своја првобитна овлашћења тиме што су пристали да учествују у суђењу Игњатију. Истовремено, византијска влада је ово суђење најавила не као ревизију одлука донијетих 859, него само као суд више инстанце, од кога се очекује потврда ранијих одлука.
Пошто је већина аката сабора, који је почео са радом у прољеће 861. у цркви Светих апостола, спаљена на Константинопољском сабору 869. након повратка на власти Игњатијана, ток суђења је познат углавном из списа противника Фотија. Овом представничким сабором присуствовало је 318 епископа, папски легати Родоалд и Захарија. Присуствовали су и цар Михаило III и цезар Варда. По свему судећи, одлучено је да се на прво засједање позове Игњатије, који је претходно враћен из изгнанства. Послије неколико препирку у каквој одјећи треба да се појави, Игњатије је пристао да дође на сабор. Стигавши, Игњатије је захтијевао од легата да се „прељубник” Фотије истјера са сабора, а послије одбијања, одбацио је ваљаност тог суда. Тада су Игњатијеве присталице почеле да траже његову рехабилитацију, на шта је изнијета примједба да су и сами својевремено подржали избор Фотија, а великодостојници су покушавали да од Игњатија добију изјаву да се одриче патријаршијске катедре, што је он одбио. Игњатије није дошао на други сабор, тражећи да му се, према одлуци папе Иноћентија (402—417), врати катедра током суђења. Игњатије је на сљедеће засједање дошао послије дугих преговора, а они су поново покушали да га приморају да формално одрекне катедре. Након тога су представљена 72 свједока, која су показала да избор Игњатија, извршен вољом царице Теодоре, био у супротности са 30. апостолским правилом и стога није био канонски. Након тога, Игњатије је проглашен кривим и рашчињен.
Сабор је усвојио 17 правила у основи дисциплинског карактера, од којих је посљедњи од тада забрањивао да се би било ко од мирјана уздигне у епископско достојанство. Папа Никола I назвао је сабор из 861. „разбојничким” и изразио незадовољство чињеницом да су легати стали на страну Фотија; на Истоку се овај сабор сматра васељенским.
Према Никити Пафлагонцу, након што је осуђен на сабору Игњатију је под пријетњом мучења принудом помјерана рука да потпише празан лист, на коме је касније написано да није канонски изабран и да је послије избора владао као тиранин. Даље, Никита говори о Фотијевим плановима да доведе Игњатија у сабор Апостола, гдје би био анатемисан и ослијепљен, након чега је у мају 861. Игњатије, прерушен, побјегао и сакрио се на удаљеним острвима.

### Узвратно дејство Рима
Крајем љета 861, богато надарени легати, у пратњи царског изасланика протасикрита Лава, кренули су на повратни пут. Лав је папи донио саборске акте, као и поруке царе Михаила III и патријарха Фотија. Први од њих, несачуван и реконструисан на основу Николиног одговора, обавијестио је папу о суђењу Игњатију и пресуди. Обимна Фотијева посланица је садржала детаљну одбрану како његовог конкретног случаја, тако и његове визије односа између помјесних цркава, искључујући потчињавање Истока Западу. Полазећи од принципа хришћанске љубави, које је према Фотију нарушио Никола, Фотије је истицао да му испуњавање патријаршијских дужности није ни пожељно ни пријатно. Затим је Фотије, позивајући се на библијске и црквено-историјске примјере, оправдао прихватљивост свог избора од мирјанина, подсјећајући и на разлику у обичајима помјесних цркава. Фотије је са жаљењем одбио молбу папе да илирске дијацезе стави под његову јурисдикцију и да се на њега пренесе право да именује сиракуског епископа. У закључку свог писма Фотије осуђује праксу незаконских ходочашћа у Рим, када преступници, под изговором одласка на ходочашће, добијају заштиту папе. Фотијево писмо изазвало је незадовољство папе и он је, у присуству царског изасланика и свештенства, објавио да својим легатим не даје овлашћења да одлучују и да се не слаже са свргавањем Игњатија и именовањем Фотија.
Не остваривши своје циљеве, у марту 862. Лавово посланство је кренуло назад, пошто је примило Николино писмо Михаилу и Фотију од 19. марта 862. године. Писмо Фотију садржало је образложење идеје о потчињавају хришћанских цркава Риму. Што се тиче приватног случаја Фотија, папа анализира његову аргументацију и сматра је неодрживом, а примјери из историје које наводи Фотије су неприкладни за овај случај. Узимајући ово у обзир, Никола одлучује о потреби да се поново размотри случај Игњатија и не одобрава именовање Фотија. У писму Михаилу, мање детаљно разрађује идеју о првенству папе, Никола тражи од цара да су супротстави свима који устају против Игњатија и понавља своју реченицу упућену Фотију, којег категорички назива „блудником”. У благој форми папа наглашава, да је у свом дјеловању вођен бригом за царско достојанство и цјелост константинопољске цркве. Папа је своју тачку гледишта изложио и у енциклици Ad omnes fideles од 18. марта 862, упућеној источним патријарсима и цијелом хришћанском свијету, налажући да се у случају Фотија и Игњатија строго придржавају папских одлука. Није било одговора из Константинопоља на папине поруке.
У септембру исте године, по повратку Игњатија из бјекства, један од његових најближих пријатеља, архимандрит Теогност, побјегао је у Рим. Познато је да је у Рим стигао послије одласка Лава. Можда је већ тамо написао биљешку упућену папи, из које се могло закључити да је велика група присталица Игњатија, угњетаваних у Константинопољу, била спремна да се у потпуности ослони на ауторитет римског понтифика.
Сабор у Риму је одржан 863, на коме су Фотије и Григорије Асбести осуђени у одсуству. Прочитани су акти сабора 861. и писма цара. Саслушан је Захарија Анањински, које је био позван на сабор, проглашен кривим за свргавање Игњатија, послије чега је и сам рашчињен и изопштен. Фотије је оптужен да припада фракцији расколника (тј. Асбестовој фракцији), да је незаконито изабран, због сазивања незаконитог сабора, подстицања папских легата на кршење датих им упутстава, прогон Игњатијевих присталица. Према пресуди сабора, Фотије је рашчињен с надом у повратак. Други дио одлука сабора био је осуда Асбесте и лишавања духовног достојанства без наде на повратак, трећи дио био је лишавање достојанства свих Фотијевих послушника и четврти враћање права Игњатију и анатемисање свих који би то ометали. Из писма папе источним патријарсима од 13. новембра 866. може се закључити да је до погоршања Николиног односа према Фотију дошло под утицајем гласина које му је пренио Теогност.

## Раскол од 863. до 867.

### Реакција у Византији
Одлука папе није довела до промјене положаја цара и патријарха. Послије кратко времена, шира јавност је за одлуку сазнала путем гласина. Према Хергенретеру, ова вијест је оставила огроман утисак, али он даје само посредне доказе. Према Пафлагонцу, у то вријеме се појачао прогон Игњатија, а учестали су и покушаји да се поклонима и пријетњама придобију његова присталице на страну Фотија. Истовремено, Игњатије је наставио да себе доживљава као епископа и да свештенодејствује.
У љето 865, цар Михаило је послао Риму веома оштро писмо, чији текст није сачуван. Колико се може судити из папиног одговора, цар је указао Николи да је требало да сматра за част позив на сабор у Константинопољ, а његови легати тамо уопште нису били потребни; да се источни патријарси слажу са патријаршијством Фотија, који ће остати патријарх и без папине сагласности; цар је захтијевао да се Теогност и други клеветници протјерају из Рима; пријетио папи осветом и негирао да има неке посебне привилегије. Рим је без поштовања незван оронулим, а латински језик варварским. Било је и личних напада на Николу. Према кардиналу Баронију, у овом писму „кнез демона је преко кнеза земаљског подигао рат против кнеза апостола”, а ауторство је приписао Фотију. Фотијево учешће у састављању писма потврдио је и Џон Бјури. У опширном одговору, Никола побија тезе царског писма, детаљно се задржавајући на идеји раздвајања црквене и државне власти и неприхватљивости наредби у комуникацији између цара и папе. Тако је било и у вријеме Михаилових претходника, па чак и у његовом претходним писму. Још једном оправдавајући незаконитост суђења и пресуде Игњатију, папа пита: ако је Игњатије 859. био правоснажно осуђен, зашто је у овом случају било потребно друго суђење? Штавише, на суђењу 859. свједоци су били људи који нису имали право да свједоче због потчињености Игњатију или личног непријатељства према њему. Такође је напоменуо да је суђење протекло под притиском световне власти. Даље, Никола је образложио разлоге због којих се овај случај није могао ријешити без учешћа папе, излажући своју теорију о привилегијама римског пријестола. Захтјев да се Теогност и други протјерају папа је одлучно одбио, бранећи своје право да пружи азил. Враћајући се на случај Игњатија, Никола је предложио да се суђење одржи у Риму под његовим сопственим предсједавањем, на које би фракције послале своје представнике или би, ако желе, могле лично да присуствују. Ако овај захтјев буде испуњен, папа ће дозволити цару да има црквено општење са Римом, Игњатијем и његовом фракцијом, али не и са Асбестовом фракцијом.

### Бугарски устанак
Разлог зашто је папа Никола у својим одлукама везаним за Фотија оставио простора за договор, истраживачи виде у борби за покрштавање Бугарске и других словенских држава. У вријеме описаних догађаја Бугари су још били пагани, али је било очигледно да је њихово прихватање хришћанства ствар блиске будућности. У сукобу кнеза Велике Моравске Растислава и краља Источне Франачке Лудвига II показало се важним придобити подршку Бугара, које је свака страна настојала да учини својим савезницима. Лудвиг је 845. и 852. послао посланство Бугарима, али је тада превагнуо утицај Растислава. Савез Моравске и Бугарске је прекинут 855, пошто је Растислав наставио рат са Лудвигом, а до 861. рачуна се закључење формалног савеза Бугара и Франака. При закључењу савеза, или око 863, бугарском кнезу Борису I (852—889) предложено је да прими крштење, што је он начелно прихватио. Крајем 862. Растислав је заједно са својим нећаком Сватоплуком послао посланство у Константинопољ како би византијској власти пренио податке о плановима Лудвига и са приједлогом да се пошаљу мисионари, способни да проповиједају на словенском језику. Вјероватно је кнез био свјестан релативно успјешне хазарске мисије Ћирила и Методија, који су послати да проповиједају у Моравску.
У прољеће 864. Византинци су са својим моравским савезницима извршили напад на Бугарску, убрзо након чега је Борис капитулирао. Исход је било покрштавање Бугара, али не од папе, како је Никола очекивао, већ од Грка. Борис је био изузетно задивљен церемонијом крштења коју је предводио лично патријарх, тако и сам Фотије, усљед чега је желио да има сопственог патријарха на двору. Као одговор на ту жељу, добио је дугачко писмо од Фотија са препорукама како хришћански владар треба да се понаша у јавном и приватном животу. Након тога, Борис се сјетио франачких свештеника и послао поруку Лудвигу и папи Николи. Бугарско посланство са молбом за постављање бугарског патријарха стигло је у Рим августа 866. године. Искористивши изненада отворену прилику, папа је пристао на образовање бугарске цркве, непосредно потчињене Риму. У одговору Борису од 13. новембра 866. Никола је истакао превасходност римског епископа над константинопољским, који заузима тек четврто мјесто по старјешинству помјесних цркава. Такође, као извор грађанског права није препоручио Јустинијанов законик, него зборник лангобардских закона. Папино писмо, које је садржало одговоре на десетине питања које су забрањивала Бугаре, примљено је у Бугарској са великим задовољством. Дозвола свима — и мушкарцима и женама — да носе панталоне, као и сопствени архиепископ, који, по папи, није ништа нижи од патријарха, нарочито лажног као што је Фотије, потпуно је задовољила Бориса. Под утицајем папе и уз учешће његових изасланика на двору кнеза Бориса, међу којима је био и будући папа Формоз, византијски свештеници су протјерани из Бугарске, а византијски обред замијењен латинским.
Надовезујући се на постигнути успјех, папа је у прољеће 867. одлучио да из Бугарске пошаље изасланство у Константинопољ са писмом цару, Фотију, Варди, царицама, сенаторима и неким представницима свештенства. У писму Михаилу, написаним мирнијим тоном него писмо из 865, поново је објашњено зашто Игњатије треба да буде враћен. Остала писма, написана приближно истом терминологијом, нису остављала сумње да је крајњи циљ Николе био Фотијев пад. Делегација је заустављена на граници, и пошто је наишла на природно хладан пријем, остављена је до добијања наређења из пријестонице. Чекајући упутства, византијски званичници су легате држали у притвору 40 дана. У то вријеме, Византија је одавно била свјесна франачких новотарија у Бугарској: дозволе да користе сир и млијеко током Великог поста и, што је била несумњива јерес с тачке гледишта Константинопољске цркве — доктрина о исхођењу Светог духа не само од Оца, него и од Сина, тј. филиокве. За вријеме боравка папских изасланика успио је да се одржи сабор на коме су све ове идеје осуђене. Изасланик који се вратио легатима саопштио је ову одлуку и неопходан услов за њихов пролазак у пријестоницу — признање Фотија за јединог законитог патријарха. Због немогућности да пристану на ово, легати су се вратили у Бугарску, вративши непрочитане поруке.

### Константинопољски сабор 867. године
Без обзира, да ли је протјеривање грчких мисионара из Бугарске посљедица негирања црквене јерархије коју је поставио Фотије или чин непријатељства према цијелој грчкој цркви, византијска власт није била спремна на одустајање од планова ширења свог утицаја на Балкану. Сходно томе, догађаји су захтијевали одговор константинопољског патријарха. Иако је помјесни сабор осудио латинске обредне праксе и филиокве, Фотије је одлучио да сазове представнички сабор епископа. Као позив, Фотије је источним патријарсима упутио кружну посланицу. Фотије у том документу извјештава о дјелатности латинских мисионара у Бугарској, наводи обредне и догматске новине које су увели, даје им негативну оцјену на основу црквеног предања и канона, извјештава о пресуди Константинопољског сабора и позива патријархе на нови сабор на којем ће се разматрати жалбе италијанских епископа против папе Николе.
Записник сабора није сачуван, због чега постоји становиште да до њега није дошло. Међутим, сачувани извори указују да је у љето 867. ипак одржан прилично репрезентативан сабор на коме су разматрати бугарски проблеми, као и оптужбе на рачун папе које су изнијели италијански и њемачки епископи. Саслушани су и писани и лични искази свједока, на основу којих је папа осуђен у одсуству. Према Анастасију Библиотекару, већина сабора била је против пресуде. Никита Пафлагонац тврдио да је Фотије покушао да придобију источнофраначког краља Лудвига, обећавајући му титулу цара послије протјеривања папе из Рима, а према Митрофану Смирнском Лудвиг је управо на сабору проглашен за цара.
Највјероватније су напади на папу имали за циљ да промијене ситуацију у Бугарској, задивљавајући Бориса, пошто се Фотије раније залагао за дозвољавање регионалних разлика у црквеном животу. Такође, питање филиокве није било веома оштро, јер када је Фотије у свом првом писму Николи изнио свој симбол вјере без додатка „и од Сина”, то није наишло на приговоре Николе. Због чињенице да је Никола успио да убједи Запад да је Фотијев циљ био да осудио цијелу латинску цркву, а свој пријесто учини првим по важности, Фотије није наишао на подршку.

## Завршетак раскола

### Свргавање Михаила и Фотија
Цар Михаило III је убијен 24. септембра 867. у завјери Василија Македонца (867—886). Потреба да се оправда убиство свог добротвора довела је до кампање оцрњивања сјећања на њега и потреба да се одустане од његове политике. Дакле, у црквеним питањима Василију није преостало ништа друго него да подржи Игњатијеве присталице. Вјероватно се успостављање контаката између Василија и Игњатијана догодило током атентата на Варду априла 866. године.
Прва дејства Василија на пољу црквене политике биле су посвећене укидању подухвата свог претходника. Није познато какав је тачно слијед догађаја који је довео до Фотијеве смјене. Вјерује се да се то догодило или првог дана након убиства Михаила или убрзо након тога. Према ријечима насљедника Георгија Амартола, патријарх се оштро супротставио поступцима Василија, називајући га разбојником и оцеубицом и забранио му је причешће. Другу верзију даје Анастасије Библиотекар, а према њој Фотије је мирно напустио патријаршијски пријесто на захтјев Василија. Према Александру Каждану, Василије се руководио спољнополитичким разматрањима, рачунајући на подршку западне Европе у борби против Арапа.
Игњатије је 3. новембра 867, на годишњицу почетка свог првог патријаршијства, поново стао на чело Константинопољске цркве. Одмах по Василијевом ступању на пријесто заустављено је посланство у Италију, које је требало да преда акте константинопољске сабора Лудвигу Њемачком. У исто вријеме послато је посланство у Рим да обавијестио папу о промјенама које су се десиле. Добивши поруку од Василија у прољеће 868, папа Хадријан II (867—872) са задовољством је прихватио оно што се догодило као исход напора његовог претходника. Царско посланство стигло је у Рим тек крајем зиме 869, након чега је у Риму одржан сабор на којем су Фотије и сви потписници аката Константинопољског сабора 867. изопштени, а акти које је донијело посланство су свечано спаљени. Узвратном посланству се посрећило у Константинопољу са писмом Игњатију, које је поред познатих изјава о свргавању Фотија, Григорија Асбесте и свих епископа које су они поставили, садржало назнаку шта треба чинити с тим епископима које су рукоположили Фотијеви претходници — да би добили опроштај, морали су да потпишу посебан документ „Libellus satisfactionis”. Цару је наложено да сазове велики сабор под предсједавањем легата, на којем је требало спалити акте сабора које је сазвао Фотије.

### Константинопољски сабор од 869. до 870. године
Према Дворнику, Василијеви планови нису укључивали сазивање сабора и ново разматрање већ ријешених питања. Царев циљ је био да удовољи жељи папе Николе и да у Риму спроведе суђење уз учешће обје стране, тражећи тамо подршку папског пријестола, које му је била потребна, с обзиром на околности његовог доласка на власт. Није имао за циљ да постигне потпуно уништење Фотијевих присталица и либералне црквене патрије. Вјероватно би, да је на вријеме сазнао за Николину смрт, могао да добије неке уступке од новог папе.
Ипак, сабор је отворен 5. октобра 869. и легати су са изненађењем открили да широка подршка Игњатија, о којој је Теогност говорио у Руму, запрано није постојала — на првом засједању присуствовало је само 12 епископа Игњатијана. Засједању су присуствовала и три легата (епископ остијски Донат, епископ непијски Стефан и ђакон Марин). Као представник патријарха јерусалимског иступао је презвитер Илија, представник патријарха антиохијског био је митрополит тирски Тома, а представника патријарха алексанрдијског није било. На првом засједању су провјерена овлашћења страних учесника сабора и утврђена су довољна, након чега је прочитан „Libellus satisfactionis”. Према овом документу, који је потврдио првенство папе у хришћанској цркви и потребу да се Фотије осуди без суђења на основу његове одлуке, неопходно је било потписати и сваки примјерак таквог признања предати легатима. На другом засједању обављен је обред опроштаја свештенству које је било у општењу са Фотијем. Малобројни су пристали да потпишу „Libellus” — 10 епископа, 11 презвитера, 9 ђакона и 6 ипођакона, додијељена им је и неоптерећујућа епитимија. Трећем засједању, које је одржано 11. октобра, присуствовала су 23 епископа и било је посвјећено безуспјешним покушајима да два архијереја дофотијевског посвећења, али који су били у општењу са Фотијем, потпишу „Libellus”. Четврто засједање било је посвијећено сазнању да ли јесте или није папа Никола у Риму 861. признао Теофила и Захарија као епископе. Како се испоставило, народ је био збуњен — ако их је папа признао у овом својству макар на минут, онда је то значило да је признао и патријаршијство Фотија. Покушај да се ово питање ријеши без учешћа Теофила и Захарија није довео ни до чега и, након одбијања протеста легата, епископи су позвани на сабор. Они су саопштили, да су свештенодејствовали заједно са папом и да би то могао потврдити и легат Марин, који је томе присуствовао. Марин је то порекао, након чега су прочитана писма папе Николе, из којих је произилазило да Фотија није признао за патријарха.
Фотије је позван на пето засједање сабора, када су га покушали убиједити да осуди своје грешке, али се Фотије или бранио ћутањем или указао на незаконитост суђења. Основни аргумент његових противника био је да се Фотије, упорно, супротстављао цијелој цркви, коју представља пет патријаршија. На шестом засједању учествовао је цар Василије и у његовом присуству је дошло до диспута, током којег је Фотијев ученик одбацио непогрешивост папе, указујући да су раније папе доносиле погрешне одлуке, посебно када је папа Јулије I примио Маркела Анкирског током аријанских спорова. Послије уводне ријечи Митрофана Смирнског са противаргументима, Игњатијани су саслушали обраћање цара, у којем је оличена тужна слика у византијског цркви и позвао Фотијане да престану да истрајају у својим заблудама. Послије седмог засједања, на којем је проглашена анатема Фотију, Асбесту и њиховим присталицама, услиједила је још једна, која такође није довела до промјене позиција страна. На њему су спаљени акти сабора подржани под Фотијем. Покушано је и да се открију особе које су представљале источне патријаршије на сабору 867, а након открића се показало да немају овлашћења. Затим су — тј. послије спаљивања саборских аката — митрополити упитани да ли су потписали ове акте, на што су одговорили одрично. Све је то, према легатима, учинило да се на Фотија примјени одлука Латеранског сабора из 649, на којој су заувијек осуђени кривци за фалсификовање докумената.
Затим је дошло до прекида у дјелатности сабора до фебруара 870, када се засједањима придружио александријски архиђакон Јосиф, који је имао неоспорна овлашћења да представља Антиохијску цркву на сабору, које му је издао папа александријски Михаило II. Он је 12. фебруара прочитао поруку патријарха, из које је слиједило да у Александрији не знају све појединости дешавања у Константинопољу. У поруци је наведен и примјер из „Црквене историје” Јевсевија Цезарејског, који описује случај када су у 3. вијеку у Јерусалиму истовремено била два патријарха. Даље, током сабора саслушани су свједоци који су указали да је Игњатије 861. незаконито осуђен и да Фотије није показао довољно ревности у опомени Михаила III и није га спријечио да пијанчи и богохули.
На посљедњем састанку, одржаном 28. фебруара 870, у присуству цара, његовог сина Константина, 109 епископа, 20 патриција, бугарског посланства и представника Лудвига Њемачког — који су дошли да преговарају о браку Константина са Лудвиговом ћерком — прочитане су одлуке сабора. Наређено је да се строго поштује оно што су одлучили папа Никола и Хадријан; Фотије никада није био епископ и сва лица која је он посветио лишена су достојанства; епископи и клирици, који су посвећени прије Фотија, а нису се потчинили сабору, су свргнути; сви осуђени на сабору лишени су права предавања наука и сликања икона. Низ одлука сабора имао је за циљ ограничавање утицаја државе на црквена дјела — забрањено је уздизање мирјана на црквене дужности, забрањено је учешће царевих представника у избора епископа, тј. присуство царева на саборима, са изузетком васељенским.

## Посљедице
Већ током сабора византијски учесници имали су бојазан да ће донијете одлуке и обавезе бити искоришћене за јачање ауторитета папе. Анастасије Библиотекар извјештава о покушају царских слуга да украду завршене преписке од легата. Чак и у одлукама сабора види се покушај да се избјегне тачно извршење папине воље. Дакле, Дворник примјећује да се свуда помињао папа, иако је био први међу једнаким патријарсима. Послије затварања сабора, постало је јасно због чега је стигло бугарско посланство — кнез Борис, увријеђен због неспремности папе да именује архиепископа по његовом избору, одлучио је да постави питање којој патријаршији Бугарска треба да се потчини. Могуће је и да је Борисов потез био подстакнут страхом да би Византија могла подржати његовог сина Владимира у унутрашњој борби за власт. Упркос протестима легата, да је сабор већ завршен и да нису овлашћени да одлучују о таквим питањима, која — по њиховом мишљењу — спадају само у надлежност папе, одлука је донијета без њиховог учешћа. На сабору источних патријараха одлучено је да Бугарска припада Константинопољској цркви.
Први пут послије сабора 870. Фотије је затворен у једном од приградских манастира. Убрзо је постало јасно да Игњатијеве присталице, због малобројности, нису у стању да управљају црквом, а Фотијеве присталице нису показивале намјеру да се одрекну свог вође. Ни по свједочењу његових противника, међу Фотијевим присталицама, нико га се није одрекао. У многим градовима је био по епископ из обје стране, а послије смрти игњатијевског епископа није имао ко да га замијени. Када је влади послао јасно да се Фотијеве присталице на неки начин морају вратити на власт, цар је ступио у преговоре са папом римским Јованом VIII (872—882). Међутим, и прије него што је Василије добио одговор на своје питање, осамдесетогодишњи Игњатије је преминуо 23. октобра 877. године. Трећег дана послије смрти, Фотије се вратио на патријаршијски пријесто. До тада, с обзиром на тешку спољнополитичку ситуацију у Италији, папа није имао избора него да прими Фотија у општење, и августа 879. послао је окружно посланство у којем је позвао Фотијеве противнике да се помире с њим, без обзира на одлуке које је донио сабор 870. године. Фотију су коначно враћена сва права одлуком сабора, који се одржао од новембра 879. до марта 880. године. На овом сабору се показало да источни патријарси никада нису одбацили општење с Фотијем, а папа александријски Михаило II је преко свог изасланика Козме поручио да је Јосиф, који је представљао Александријску цркву 869. био самозванац. Бугарско питање није ријешено на овом сабору.
Сукоб умјерених и радикалних партија у византијској цркви није окончан смрћу Игњатија и Фотија, већ се наставио до краја постојања Византије.

### Примарни извор
- David, Nicetas (2013). The Life of Patriarch Ignatius (PDF) (на језику: енглески). Dumbarton Oaks Research Library and Collection. ISBN 978-0-88402-381-4. Приступљено 5. 12. 2022.

### Истраживања
енглески
- Bury, John Bagnell (1912). A History of the Eastern Roman Empire from the Fall of Irene to the Accession of Basil I. (A. D. 802-867) (на језику: енглески). Macmillan and Company, limited. ISBN 978-0-7222-2421-2. Приступљено 5. 12. 2022.
- Ware, Timothy (2005). Pravoslavna crkva. Zagreb: Prosvjeta.
- Dvornik, Francis (1948). The Photian schism: history and legends (на језику: енглески). CUP Archive. Приступљено 5. 12. 2022.
- Shepard, Jonathan (2008). „Slavs and Bulgars”. The New Cambridge Medieval History: Volume 2: c.700–c.900. Cambridge University Press. 2: 228—248. Приступљено 5. 12. 2022.
- Kazhdan, Aleksandr Petrovich, ур. (1991). The Oxford Dictionary of Byzantium (на језику: енглески). N. Y.: Oxford University Press. ISBN 978-0-19-504652-6. Приступљено 29. 12. 2022.

руски
- Курганов, Фёдор Афанасьевич (1895). „К исследованию о патриархе Фотии -”. Христианское чтение (на језику: руски). 1—2: 174—220. Приступљено 5. 12. 2022.
- Лебедев, Алексей Петрович (1900). История разделения церквей в IX-м, X и XI веках (PDF) (на језику: руски). Приступљено 5. 12. 2022.
- Лебедев, Алексей Петрович (1998). Очерки внутренней истории Византийско-восточной церкви в IX, X и XI веках (на језику: руски). Алетейя. Приступљено 5. 12. 2022.
- Лебедев, Алексей Петрович (2001). История Константинопольских соборов IX века (861–880 гг.) (на језику: руски). Византийская библиотека. Исследования. Приступљено 5. 12. 2022.
- Лупандин, И. (2011). „Фотиева схизма”. Католическая энциклопедия: Р — Ф. (на језику: руски). IV. Издательство францисканцев. Приступљено 5. 12. 2022.
- Россейкин, Фёдор Михайлович (1915). Первое правление Фотия, патриарха Константинопольского (на језику: руски). Сергиев Посад. Приступљено 5. 12. 2022.

француски
- Ahrweiler, Hélène (1965). „Sur la carrière de Photius avant son patriarcat”. Byzantinische Zeitschrift (на језику: француски). 58 (2): 348—363. ISSN 1864-449X. doi:10.1515/byzs.1965.58.2.348. Приступљено 5. 12. 2022.
- Dvornik, Francis (1933). Les légendes de Constantin et de Méthode vues de Byzance (на језику: француски). Commissionnaire "Orbis". Приступљено 5. 12. 2022.
- Hefele, Karl Joseph von (1870). Histoire des conciles d'après les documents originaux (на језику: француски). II. A. Le Clère. Приступљено 5. 12. 2022.
- Hefele, Karl Joseph von (1911). Histoire des conciles d'après les documents originaux (PDF) (на језику: француски). IV. A. Le Clère. Приступљено 5. 12. 2022.